# 아랍의 문화
아랍의 문화는 서쪽의 대서양부터 동쪽의 아라비아해까지, 아랍 세계로 알려진 중동 및 북아프리카 지역의 아랍인들의 문화이다. 아랍인들이 역사 전반에 걸쳐 받아들인 다양한 종교와 아라비아 문명을 지배하고 주도했던 다양한 제국과 왕국은 현대 아랍 문화의 민족 발생과 형성에 기여해 왔다. 언어, 문학, 요리법, 예술, 건축, 음악, 영성, 철학 및 신비주의는 모두 아랍 문화 유산의 일부이다.
아랍 세계는 때로 다양한 문화, 방언, 전통에 따라 나뉜다. 예를 들면 아라비아 반도(쿠웨이트, 바레인, 카타르, 사우디아라비아, 오만, 예멘, 아랍에미리트), 이집트, 레반트(레바논. 시리아. 팔레스타인. 요르단), 마그레브(리비아, 튀니지, 알제리, 모로코, 모리타니), 메소포타미아(이라크), 수단 등이 있다.

## 같이 보기
- 예멘의 문화